# Drusilla canaliculata
Drusilla canaliculata is een keversoort uit de familie Staphylinidae. Het wordt gevonden in Europa en Noord-Azië en Noord-Amerika.

## Kenmerken
Volwassen dieren hebben een lengte van 4,5 tot 5,5 mm. Het lichaam is fijn en dicht doorboord en behaard, tamelijk glanzend donkerrood met het hoofd en de buik van de derde tergiet afwisselend donkerder, vaak zwart, poten geel, palpen geel, antennes geel en verdonkerd vanaf het derde of vierde segment. Antennes bestaan uit elf segmenten, zijn draadvormig, de segmenten worden steeds korter en iets breder naar de top toe.